# Bugius
Bugius je bio keltski Bog (davatelj života) Gala na području departmana Moselle u Francuskoj. 

## Etimologija
Ime "Bugius" potječe od keltskog "bukko-" ("jarac"), od jezika Galaca u Cornwallu "Bucca" i od irskog "Puca".

## Vanjske poveznice
- Bugius kod Celtnet.UK  Arhivirana inačica izvorne stranice od 3. prosinca 2008. (Wayback Machine)